# Vela nos Jogos Pan-Americanos de 2019 - Laser
A competição de Laser nos Jogos Pan-Americanos de 2019 realizou-se de 5 a 9 de agosto no Yacht Club Peruano, na cidade de Paracas. Disputaram-se 11 regatas (10 classificatórias e a regata das medalhas).

## Formato da competição
A prova consistiu em 10 regatas classificatórias e uma de definição das medalhas. A posição em cada regata traduziu-se em pontos (o primeiro classificado somava um ponto na classificação, enquanto o 22º, por exemplo, somava 22 pontos), que foram acumulados de regata a regata para obter a classificação. Após a fase classificatória, os onze melhores atletas se classificaram à regata da medalha. Nesta fase, os pontos acumulados nas regatas classificatórias foram somados aos pontos da regata final.

## Medalhistas
| Ouro   | GUA Juan Ignacio Maegli |
| Prata  | BRA Bruno Fontes        |
| Bronze | USA Charlie Buckingham  |

## Calendário
Horário local (UTC-5).
| Data        | Horário | Fase            |
| ----------- | ------- | --------------- |
| 5 de agosto | 11:00   | Regata 1 e 2    |
| 6 de agosto | 11:00   | Regata 3, 4 e 5 |
| 7 de agosto | 11:00   | Regata 6, 7 e 8 |
| 8 de agosto | 12:00   | Regata 9 e 10   |
| 9 de agosto | 12:30   | Regata final    |

## Resultados
| Pos.              | Velejador           | Nacionalidade                | Regata   | Regata | Regata | Regata | Regata | Regata | Regata | Regata | Regata   | Regata | Regata | Total pontos | Pontuação final |
| Pos.              | Velejador           | Nacionalidade                | 1        | 2      | 3      | 4      | 5      | 6      | 7      | 8      | 9        | 10     | F      | Total pontos | Pontuação final |
| ----------------- | ------------------- | ---------------------------- | -------- | ------ | ------ | ------ | ------ | ------ | ------ | ------ | -------- | ------ | ------ | ------------ | --------------- |
| Medalha de ouro   | Juan Ignacio Maegli | GUA Guatemala                | 1        | 3      | 1      | 3      | 8      | 2      | 7      | 3      | 1        | 3      | 4      | 36           | 28              |
| Medalha de prata  | Bruno Fontes        | BRA Brasil                   | 6        | 8      | (16)   | 1      | 1      | 3      | 1      | 2      | 2        | 4      | 6      | 50           | 34              |
| Medalha de bronze | Charles Buckingham  | USA Estados Unidos           | 2        | 1      | 2      | (6)    | 5      | 1      | 4      | 5      | 5        | 2      | 10     | 43           | 37              |
| 4                 | Enrique Arathoon    | ESA El Salvador              | (13)     | 2      | 5      | 7      | 4      | 9      | 3      | 7      | 8        | 1      | 2      | 61           | 48              |
| 5                 | Stefano Peschiera   | PER Peru                     | 12       | 4      | 4      | 4      | 6      | 8      | 2      | 1      | (23) UFD | 5      | 12     | 81           | 58              |
| 6                 | Robert Davis        | CAN Canadá                   | 3        | 12     | (13)   | 11     | 2      | 5      | 13     | 4      | 6        | 8      | 18     | 95           | 82              |
| 7                 | Andrew Lewis        | TTO Trinidad e Tobago        | 9        | 5      | (15)   | 5      | 3      | 6      | 5      | 9      | 10       | 10     | 20     | 97           | 82              |
| 8                 | Juan Bisio          | ARG Argentina                | 10       | 6      | 9      | 10     | (12)   | 4      | 9      | 12     | 7        | 9      | 8      | 96           | 84              |
| 9                 | Yanic Gentry        | MEX México                   | (16)     | 7      | 3      | 2      | 7      | 13     | 11     | 11     | 9        | 11     | 14     | 104          | 88              |
| 10                | Clemente Seguel     | CHI Chile                    | (17)     | 9      | 12     | 12     | 10     | 7      | 8      | 8      | 3        | 6      | 16     | 108          | 91              |
| 11                | Ignacio Rodriguez   | URU Uruguai                  | 7        | 10     | 6      | 13     | 9      | (16)   | 10     | 10     | 4        | 7      | 23 STP | 115          | 99              |
| 12                | Matias Dyck         | ECU Equador                  | (18)     | 14     | 8      | 8      | 13     | 18     | 6      | 6      | 12       | 12     | —      | 115          | 97              |
| 13                | Andrey Quintero     | COL Colômbia                 | 8        | 13     | (17)   | 14     | 11     | 14     | 12     | 13     | 13       | 13     | —      | 128          | 111             |
| 14                | José Gutierrez      | VEN Venezuela                | 4        | 15     | 11     | (18)   | 14     | 10     | 15     | 15     | 15       | 14     | —      | 131          | 113             |
| 15                | Luc Chevrier        | LCA Santa Lúcia              | 14       | 11     | 7      | 16     | 15     | (17)   | 14     | 14     | 17       | 15     | —      | 140          | 123             |
| 16                | Tijn van der Gulik  | ARU Aruba                    | 5        | 18     | 10     | 9      | 20     | 20     | 18     | 17     | (23) DNS | 20     | —      | 160          | 137             |
| 17                | Benn Smith          | BER Bermudas                 | 15       | (19)   | 14     | 15     | 17     | 11     | 16     | 19     | 14       | 18     | —      | 158          | 139             |
| 18                | Jules Mitchell      | ANT Antígua e Barbuda        | 11       | 17     | 19     | (21)   | 16     | 12     | 17     | 16     | 17 STP   | 17     | —      | 163          | 142             |
| 19                | Thad Lettsome       | IVB Ilhas Virgens Britânicas | (20)     | 16     | 20     | 19     | 19     | 15     | 19     | 18     | 11       | 16     | —      | 173          | 153             |
| 20                | Dennier Infante     | CUB Cuba                     | 19       | (21)   | 21     | 17     | 18     | 21     | 20     | 20     | 18       | 19     | —      | 194          | 173             |
| 21                | Jesse Jackson       | CAY Ilhas Cayman             | 21       | 20     | 18     | (22)   | 22     | 22     | 22     | 21     | 19       | 21     | —      | 208          | 186             |
| 22                | Federico Cabello    | PAR Paraguai                 | (23) RET | 22     | 23 STP | 20     | 21     | 19     | 21     | 22     | 20       | 23 STP | —      | 214          | 191             |

Legenda
| Recorde mundial                  | Recorde mundial (World record)               |                       | Recorde africano                      | Recorde africano (African) |                                           | Q | Classificado por posição (Qualified) |
| Recorde dos Jogos Pan-Americanos | Recorde pan-americano (Pan-American record)  | Recorde da América    | Recorde da América (Americas)         | q                          | Classificado por melhor tempo (Qualified) |   |                                      |
| Melhor marca do ano              | Melhor marca do ano (World leading)          | Recorde asiático      | Recorde asiático (Asian)              | DNS                        | Não largou (Did not start)                |   |                                      |
| Recorde nacional                 | Recorde nacional (National record)           | Recorde europeu       | Recorde europeu (European)            | DNF                        | Não terminou (Did not finish)             |   |                                      |
| Recorde pessoal                  | Recorde pessoal do atleta (Personal best)    | Recorde da Oceania    | Recorde da Oceania (Oceania)          | DSQ / DQ                   | Desclassificado (Disqualified)            |   |                                      |
| Recorde da temporada             | Recorde da temporada do atleta (Season best) | Recorde sul-americano | Recorde sul-americano (South America) | NM                         | Sem marca (No mark)                       |   |                                      |

### Vela
| M   | Regata da Medalha da qual só participam os dez primeiros colocados das regatas anteriores  |  |  | CAN | Regata cancelada |
| BFD | Desclassificado por bandeira preta (Black Flag Disqualified)                               |  |  |     |                  |
| UFD | Desclassificado por bandeira "U" (U Flag Disqualified)                                     |  |  |     |                  |
| OCS | Largada queimada (On the Course Side of the starting line)                                 |  |  |     |                  |
| DNE | Desclassificação sem eliminação (infração a um item do regulamento da prova – Did Not End) |  |  |     |                  |